# Roiville
Roiville é uma comuna francesa na região administrativa da Normandia, no departamento Orne. Estende-se por uma área de 8,25 km². Em 2010 a comuna tinha 136 habitantes (densidade: 16,5 hab./km²).